# Madona de Gualino (Duccio)
A Madona de Gualino é uma pintura atribuída ao artista italiano Duccio di Buoninsegna. Está alojada na Galleria Sabauda de Turim, norte da Itália.